# J.P. Lockney
J.P. Lockney, altrimenti conosciuto come John P. Lockney (Filadelfia, 17 marzo 1867 – ...), è stato un attore statunitense che, nella sua carriera, prese parte a oltre un centinaio di film, in gran parte all'epoca del muto.

## Filmografia
- The Sons of Toil, regia di Richard Stanton - cortometraggio (1915)
- The Spark from the Embers, regia di Jay Hunt - cortometraggio (1915)
- The Man from Nowhere, regia di William S. Hart - cortometraggio (1915)
- The Tavern Keeper's Son, regia di Jay Hunt (1915)
- The Reward, regia di Reginald Barker - mediometraggio (1915)
- The Sea Ghost, regia di Richard Stanton - cortometraggio (1915)
- The Three Musketeers, regia di Charles Swickard (1916)
- Civilization's Child, regia di Charles Giblyn (1916)
- Eye of the Night, regia di Walter Edwards (1916)
- Shell 43, regia di Reginald Barker (1916)
- The Return of Draw Egan, regia di William S. Hart (1916)
- Jim Grimsby's Boy, regia di Reginald Barker (1916)
- The Bride of Hate, regia di Walter Edwards (1917)
- The Crab, regia di Walter Edwards (1917)
- The Gunfighter, regia di William S. Hart (1917)
- The Girl, Glory, regia di Roy William Neill (1917)
- In Slumberland, regia di Irvin Willat (1917)
- Golden Rule Kate, regia di Reginald Barker (1917)
- Wee Lady Betty, regia di Charles Miller (1917)
- Polly Ann, regia di Charles Miller (1917)
- Flying Colors, regia di Frank Borzage (1917)
- The Tar Heel Warrior, regia di E. Mason Hopper (1917)
- The Son of His Father, regia di Victor Schertzinger (1917)
- The Silent Man, regia di William S. Hart (1917)
- Flare-Up Sal, regia di Roy William Neill (1918)
- The Guilty Man, regia di Irvin Willat (1918)
- The Tiger Man, regia di William S. Hart (1918)
- His Own Home Town, regia di Victor Schertzinger (1918)
- A Desert Wooing, regia di Jerome Storm (1918)
- The Vamp, regia di Jerome Storm (1918)
- Coals of Fire, regia di Victor Schertzinger (1918)
- Fuss and Feathers, regia di Fred Niblo (1918)
- String Beans, regia di Victor L. Schertzinger (1918)
- Partners Three, regia di Fred Niblo (1919)
- The Sheriff's Son, regia di Victor Schertzinger (1919)
- Il fulmine di Piperville (Greased Lightning), regia di Jerome Storm (1919)
- Hay Foot, Straw Foot, regia di Jerome Storm (1919)
- The Egg Crate Wallop, regia di Jerome Storm (1919)
- Behind the Door
- What's Your Husband Doing?
- L'onore familiare
- Uncharted Channels
- Below the Surface, regia di Irvin V. Willat (1920)
- A Broadway Cowboy
- The Mutiny of the Elsinore, regia di Edward Sloman (1918)
- Down Home
- 813, regia di Charles Christie e Scott Sidney (1920)
- Dice of Destiny, regia di Henry King (1920)
- See My Lawyer, regia di Al Christie (1921)
- Hearts and Spangles, regia di Frank O'Connor  (1926)
- Heroes of the Night, regia di Frank O'Connor (1927)
- The American (alias The Flag Maker), regia di James Stuart Blackton (1927)